# Коржинкольський сільський округ (Єгіндикольський район)
Коржинко́льський сільський округ (каз. Қоржынкөл ауылдық округі, рос. Коржинкольский сельский округ) — адміністративна одиниця у складі Єгіндикольського району Акмолинської області Казахстану. Адміністративний центр та єдиний населений пункт — село Коржинколь.
Населення — 394 особи (2021; 432 у 2009, 671 у 1999, 1154 у 1989).
Станом на 1989 рік існувала Коржинкольська сільська рада (село Коржинколь, селища Бесбідаїк, РЕУ-2). 2001 року ліквідовано селище Бесбідаїк.

## Склад
До складу округу входять такі населені пункти:
| Населений пункт             | Колишні назви | Населення, осіб (1989) | Населення, осіб (1999) | Населення, осіб (2009) | Населення, осіб (2021) |
| --------------------------- | ------------- | ---------------------- | ---------------------- | ---------------------- | ---------------------- |
| Бесбідаїк, станційне селище | -             | 116                    | 48                     | -                      | -                      |
| Коржинколь, село            | -             | 976                    | 623                    | 432                    | 394                    |
| РЕУ-2, селище               | -             | 62                     | -                      | -                      | -                      |